# وقاصلوی سفلی
وقاصلوی سفلی، روستایی است از توابع بخش نازلو و در شهرستان ارومیه استان آذربایجان غربی ایران. 

## جمعیت
این روستا در دهستان نازلوی شمالی قرار داشته و بر اساس سرشماری سال ۱۳۸۵ جمعیت آن ۵۱۶ نفر (۱۱۶ خانوار)
بوده‌است.